# A RIZE
A RIZE est le premier single du groupe japonais Kick Chop Busters. Il a été utilisé pour la version japonaise de Makaha Surf.

## Liste des Pistes
1. A RIZE
2. BTY
3. A RIZE (instrumental)